# Miladin Peković
Miladin Peković (* 18. Juni 1983 in Belgrad) ist ein serbischer Basketballspieler.
Der 1,98 m große und 92 kg schwere Shooting Guard spielte für verschiedene serbische Clubs, zuletzt für im Jahr 2011 für KK Proleter Zrenjanin. 2007 wechselte er in die deutsche Basketball-Bundesliga zu EWE Baskets Oldenburg. Mit dieser Mannschaft gewann er in der Saison 2008/09 die deutsche Meisterschaft. Oldenburg verlängerte Pekovics Vertrag jedoch nicht über die Saison hinaus und so wechselte der Serbe Mitte Oktober 2009 zum Bundesligarivalen TBB Trier. 2010 verließ er den Verein wieder und wechselte zu diversen anderen Vereinen außerhalb Deutschlands. Seit 2012 spielt er bei KK Kozuv in Mazedonien.